# (2386) Nikonov
(2386) Nikonov est un astéroïde de la ceinture principale.

## Description
(2386) Nikonov est un astéroïde de la ceinture principale. Il fut découvert le 19 septembre 1974 à Nauchnyj par Lioudmila Tchernykh. Il présente une orbite caractérisée par un demi-grand axe de 2,81 UA, une excentricité de 0,16 et une inclinaison de 9,1° par rapport à l'écliptique.

## Compléments